# Бажанов, Николай Николаевич (комдив)
Николай (Ксенофонт) Николаевич Бажанов (26 августа 1899 — 15 сентября 1938 года) — советский лётчик-испытатель, начальник НИИ ВВС РККА, начальник Военной школы морских летчиков и летчиков-наблюдателей в г. Ейске, комдив.

## Биография
Родился 26 августа 1899 г. в Санкт-Петербурге в дворянской семье. Ксенофонт Николаевич Бажанов является правнуком члена Святейшего синода, протопресвитера Василия Борисовича Бажанова, духовника императоров Николая Первого, Александра Второго и Александра Третьего, а также всей российской гвардии.
Детство провел в Гродно и Петербурге, где до 1915 года учился в мужских гимназиях. Среднее образование получил в Петрограде в 1916 году и в том же году поступил в университет на юридический факультет. К этому времени он уже в совершенстве владел французским и немецким языками.
В ряды РКП(б) вступил до октября 1917 г. Осенью 1918 года назначен комиссаром продовольствия Охтинского района Петрограда, в 1919 году отправлен в Воронежскую губернию на хлебозаготовки для голодающего Петрограда. Вступил добровольцем в конную дивизию Буденного. Войну начал рядовым бойцом, вскоре стал комиссаром 4-й и 11-й кавалерийских дивизий 1-й Конной армии. Принимал участие в боях под Касторной, Воронежем, Егорлыкской. Четыре раза ранен и два раза контужен.
С апреля 1925 г. комбриг Бажанов в авиации — помощник начальника 2-й военной школы летчиков (г. Борисоглебск) по политической части. В 1928—1929 гг. учился в 3-й (Оренбургской)военной школе летчиков, по окончании которой стажировался в качестве летчика в Витебской авиационной бригаде. В феврале 1930 г. назначен начальником штаба 4-й авиационной бригады. С мая 1930 г. — начальник и военком Севастопольской военной школы Красных Лётчиков, в 1931 г. передислоцировавшейся в Ейск Военной школы морских летчиков и летчиков-наблюдателей.
С 1935 г. — начальник и военком НИИ ВВС РККА. Освоил более полусотни типов самолётов.

### Арест и расстрел
Арестован в служебном кабинете 22 ноября 1937 г. Приговорен ВКВС СССР 15 сентября 1938 года по обвинению в участии в контр-революционной террористической организации. Расстрелян 15 сентября 1938 года. Реабилитирован 30 мая 1956 г.

## Награды
- Орден Ленина (N 2846; 26.05.1936)[1].